# Димитър Ценов (поет)
 Тази статия е за поета Димитър Ценов.  За предприемача вижте Димитър Ценов (предприемач).  
Димитър Асенов Ценов е български поет и детски писател.

## Биография
Роден е в София през 1941 г. Израства без родители, в домове за сираци. Завършва висше образование в СУ „Климент Охридски“, специалност „Право“.
Още като ученик е в литературния кръжок на вестник „Средношколско знаме“. Публикува стихове в целия ежедневен и периодичен печат в България. Участва със свои стихове в поетични книги (антологии) на издателствата „Български писател“, „Народна младеж“ и „Отечество“. Има издадени няколко книги със стихове и проза за деца.
Автор е на стотици стихове за песни, изпети от Лили Иванова, Маргарита Радинска, Емил Димитров, Васил Найденов, Йорданка Христова, Доника Венкова, Мустафа Чаушев, Маргарита Хранова, Росица Кирилова, „Щурците“, „Сигнал“ и др.
Работил е като редактор в БНР и издателство „Отечество“. Умира през 1989 г. И след смъртта му продължават да бъдат създавани песни по негови стихове – „Живот за мига“, „Хората се срещат“, „Слънце мое“ и др. Посмъртно е публикувана книгата му със стихове „Приятелите винаги остават“ (2003).
Носител е на много литературни награди.

## Стихотворения
- И тръгват хълмовете
- Мъгла и слънце
- Звездана воденица
- Мигът е мой дом
- Непознатият
- Коневръза на града
- Сменяване на керемиди
- Като човек на гара